# 2025年亚洲击剑锦标赛
2025年亚洲击剑锦标赛是第27届亚洲击剑锦标赛，于2025年6月17日至22日在印度尼西亚巴厘进行。印度尼西亚击剑联合会原先预计有24个国家和地区参加此次比赛。最终共有来自30个国家和地区的830名运动员报名参赛。印尼于2024年10月底击败印度，获得该届亚洲击剑锦标赛主办权。

## 奖牌得主

### 男子
| 项目     | 金牌                                                      | 银牌                                                                                  | 铜牌                                                                                    |
| 个人重剑 | 王子杰 · 中国（CHN）                                      | 山田优 · 日本（JPN）                                                                  | 张新堃 · 中国（CHN）                                                                    |
| 个人重剑 | 王子杰 · 中国（CHN）                                      | 山田优 · 日本（JPN）                                                                  | 瓦季姆·沙尔莱莫夫 · 哈萨克斯坦（KAZ）                                                   |
| 团体重剑 | 日本（JPN） · 浅海圣哉 · 加纳虹辉 · 古俣圣 · 山田优       | （KAZ） · 埃米尔·阿利姆扎诺夫 · 鲁斯兰·库尔班诺夫 · Yerlik Sertay · 瓦季姆·沙尔莱莫夫 | 中國（CHN） · 兰明豪 · 王子杰 · 于梦想 · 张新堃                                         |
| 团体重剑 | 日本（JPN） · 浅海圣哉 · 加纳虹辉 · 古俣圣 · 山田优       | （KAZ） · 埃米尔·阿利姆扎诺夫 · 鲁斯兰·库尔班诺夫 · Yerlik Sertay · 瓦季姆·沙尔莱莫夫 | （KOR） · An Tae-yeong · 马世健 · 朴相泳 · Son Min-seong                                |
| 个人花剑 | 蔡俊彥 · 中國香港（HKG）                                  | 莫梓维 · 中国（CHN）                                                                  | 许杰 · 中国（CHN）                                                                      |
| 个人花剑 | 蔡俊彥 · 中國香港（HKG）                                  | 莫梓维 · 中国（CHN）                                                                  | Youn Jeong-hyun · 韩国（KOR）                                                           |
| 团体花剑 | 日本（JPN） · 飯村一輝 · 松山恭助 · 永野雄大 · 西藤俊哉   | 中國（CHN） · 郭一凡 · 莫梓维 · 许杰 · 曾昭然                                         | 中國香港（HKG） · 張家朗 · 蔡俊彥 · 梁千雨 · 吳諾弘                                     |
| 团体花剑 | 日本（JPN） · 飯村一輝 · 松山恭助 · 永野雄大 · 西藤俊哉   | 中國（CHN） · 郭一凡 · 莫梓维 · 许杰 · 曾昭然                                         | 中華臺北（TPE） · 陳弈通 · 陳致傑 · 許勝閎 · 郭均祐                                     |
| 个人佩剑 | 都庆东 · 韩国（KOR）                                      | 沈晨鹏 · 中国（CHN）                                                                  | 斯崔茲海飛 · 日本（JPN）                                                                |
| 个人佩剑 | 都庆东 · 韩国（KOR）                                      | 沈晨鹏 · 中国（CHN）                                                                  | 小久保真旺 · 日本（JPN）                                                                |
| 团体佩剑 | 日本（JPN） · 小久保真旺 · 斯崔茲海飛 · 坪颯登 · 吉田健人 | （KOR） · 都庆东 · Ha Han-sol · Lim Jae-yoon · 朴相元                                 | （UZB） · Islambek Abdazov · Sardor Abdukarimbekov · Musa Aymuratov · Zuhriddin Kodirov |
| 团体佩剑 | 日本（JPN） · 小久保真旺 · 斯崔茲海飛 · 坪颯登 · 吉田健人 | （KOR） · 都庆东 · Ha Han-sol · Lim Jae-yoon · 朴相元                                 | 中國香港（HKG） · 張愷駿 · 何思朗 · 羅浩天 · 何柏霖                                     |

### 女子
| 项目     | 金牌                                                      | 银牌                                                    | 铜牌                                                                                                 |
| 个人重剑 | 宋世罗 · 韩国（KOR）                                      | 杨静雯 · 中国（CHN）                                    | 佘繕妡 · 中國香港（HKG）                                                                             |
| 个人重剑 | 宋世罗 · 韩国（KOR）                                      | 杨静雯 · 中国（CHN）                                    | 可麗雅·蒂卡娜 · 新加坡（SGP）                                                                        |
| 团体重剑 | 中國（CHN） · 施悦馨 · 唐君瑶 · 杨静雯 · 余思涵           | （KOR） · Kim Hyang-eun · 李慧仁 · Lim Tae-hee · 宋世罗 | 中國香港（HKG） · 陳渭泠 · 朱嘉望 · 佘繕妡 · 連翊希                                                  |
| 团体重剑 | 中國（CHN） · 施悦馨 · 唐君瑶 · 杨静雯 · 余思涵           | （KOR） · Kim Hyang-eun · 李慧仁 · Lim Tae-hee · 宋世罗 | 日本（JPN） · 岸本铃 · 铃木穗波 · 寺山珠树 · 成田琉夏                                                |
| 个人花剑 | 上野优佳 · 日本（JPN）                                    | 辻堇 · 日本（JPN）                                      | 焦恩祺 · 中国（CHN）                                                                                 |
| 个人花剑 | 上野优佳 · 日本（JPN）                                    | 辻堇 · 日本（JPN）                                      | 菊池小卷 · 日本（JPN）                                                                               |
| 团体花剑 | 日本（JPN） · 东晟良 · 上野优佳 · 菊池小卷 · 辻堇         | 中國（CHN） · 韩晓萱 · 黄芊芊 · 焦恩祺 · 王雨婷         | 中國香港（HKG） · 陳諾思 · 鄭曉為 · 關渝澄 · 符妤名                                                  |
| 团体花剑 | 日本（JPN） · 东晟良 · 上野优佳 · 菊池小卷 · 辻堇         | 中國（CHN） · 韩晓萱 · 黄芊芊 · 焦恩祺 · 王雨婷         | 新加坡（SGP） · Amita Berthier · 章可美 · 李亭仪 · 黄颉歆                                            |
| 个人佩剑 | 江村美咲 · 日本（JPN）                                    | 王洁敏 · 新加坡（SGP）                                  | Kim Jeong-mi · 韩国（KOR）                                                                           |
| 个人佩剑 | 江村美咲 · 日本（JPN）                                    | 王洁敏 · 新加坡（SGP）                                  | Luisa Fernanda Herrera Lara · 乌兹别克斯坦（UZB）                                                    |
| 团体佩剑 | 日本（JPN） · 江村美咲 · 金子优衣奈 · 尾崎世梨 · 佐野佑衣 | （KOR） · 崔世彬 · 全河英 · Kim Jeong-mi · 徐志演       | （UZB） · 扎伊娜卜·达伊别科娃 · Luisa Fernanda Herrera Lara · Gulistan Perdivaeva · Samira Shokirova |
| 团体佩剑 | 日本（JPN） · 江村美咲 · 金子优衣奈 · 尾崎世梨 · 佐野佑衣 | （KOR） · 崔世彬 · 全河英 · Kim Jeong-mi · 徐志演       | 中國（CHN） · 傅颖 · 潘其妙 · 饶雪怡 · 张心怡                                                        |

## 奖牌榜
| 排名                     | 国家 / 地区              | 金牌 | 銀牌 | 銅牌 | 总计 |
| ------------------------ | ------------------------ | ---- | ---- | ---- | ---- |
| 1                        | 日本                     | 7    | 2    | 4    | 13   |
| 2                        | 中國                     | 2    | 5    | 5    | 12   |
| 3                        |                          | 2    | 3    | 3    | 8    |
| 4                        | 中國香港                 | 1    | 0    | 5    | 6    |
| 5                        | 新加坡                   | 0    | 1    | 2    | 3    |
| 6                        |                          | 0    | 1    | 1    | 2    |
| 7                        |                          | 0    | 0    | 3    | 3    |
| 8                        | 中華臺北                 | 0    | 0    | 1    | 1    |
| 总计（共8个国家 / 地区） | 总计（共8个国家 / 地区） | 12   | 12   | 24   | 48   |